# Pinus johannis
Pinus johannis M.-F.Robert – gatunek drzewa iglastego z rodziny sosnowatych (Pinaceae). Występuje w górach Meksyku, na zachodzie stanu Coahuila, Nuevo León i Zacatecas.

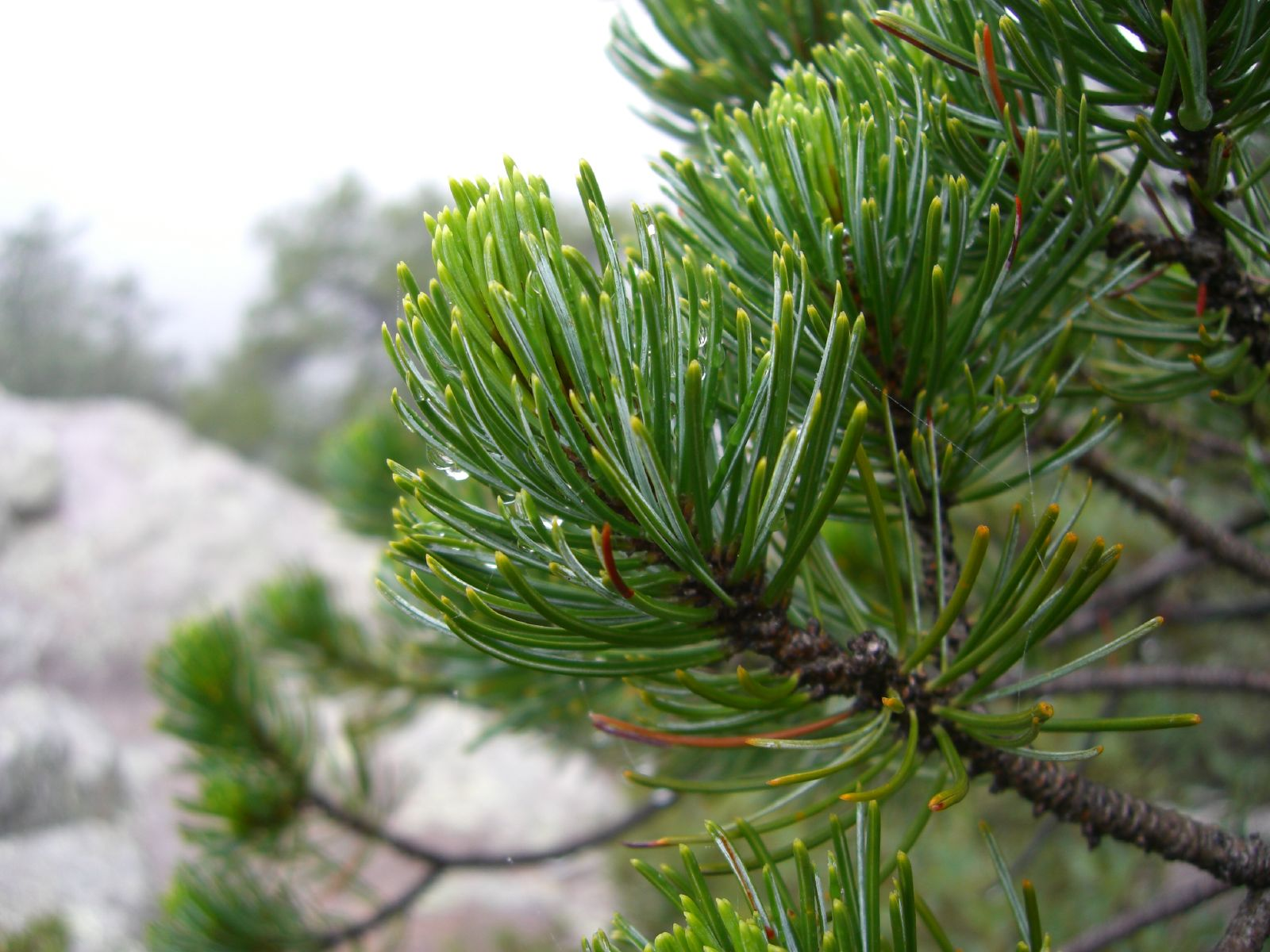
Liście Pinus johannis

## Morfologia
PokrójNiewielkie drzewo, przeważnie przybiera formy krzaczaste. Korona zwarta, nisko osadzona, zaokrąglona.
PieńOsiąga wysokość 2–3 m, wyjątkowo 4 m. Rzadko pojedynczy, częściej rozgałęziony. Kora młodych drzew szara i gładka, u starszych chropawa i łuskowata, ale bez głębokich pęknięć.
LiścieIgły zebrane po (2)3(4) na krótkopędach, giętkie, o długości 3–5 cm, szerokości 0,9–1,2 mm. Aparaty szparkowe obecne na spodnich stronach liści. Ciemnozielone od góry, z niebiesko-białym połyskiem od spodu.
SzyszkiSzyszki nasienne o długości 3–4(4,5) cm, zamknięte o szerokości 2–3 cm, po otwarciu szerokie na 4-5,5 cm. Podłużne, żywiczne, orzechowo-brązowe. Łuski nasienne cienkie i sztywne. Nasiona ciemnopomarańczowo-brązowe, o długości 11–14 mm, szerokości 10 mm, opatrzone śladowym skrzydełkiem o długości 0,5–1 mm, które pozostaje w łusce po uwolnieniu nasion. Łupina nasienna grubości 0,5–1 mm.
Gatunki podobnePinus discolor, Pinus cembroides.

## Biologia i ekologia
Drzewo wiatropylne. Jedna wiązka przewodząca w liściu, 2 kanały żywiczne. Wykształca 6–11 (przeważnie 9) liścieni.
W Nuevo León i Zacatecas występuje na wysokości 1700–2800 m n.p.m. W Nuevo León rośnie razem z Pinus nelsonii. Stanowiska w Concepción del Oro znajdują się na wysokości 2700 m, gdzie P. johannis towarzyszy P. cembroides.

## Systematyka i zmienność
Status tego taksonu jest ciągle dyskutowany. Został odkryty przez Elberta L. Little'a w 1968 r. i sklasyfikowany jako odmiana Pinus cembroides (P. cembroides var. bicolor Little). Little jednak zaznaczył pewne różnice w budowie między opisaną odmianą a P. cembroides, wymagające dalszego sprawdzenia. Skłoniło to innych botaników do badań i prawie równocześnie opisano w randze gatunku P. johannis Marie-Françoise Robert-Passini i P. discolor (Dana K. Bailey, Frank G. Hawksworth i inni). Część botaników uważa, że dwukrotnie opisano ten sam gatunek, więc nie wyróżnia P. discolor łącząc go z P. johannis Robert-Passini, a część traktuje jako synonim P. johannis, inni zaś jako pełnoprawny gatunek. Podobieństwa i różnice między P. johannis i P. discolor sugerują, że P. discolor może być traktowana jako odmiana P. johannis, jednak takie ujęcie nie zostało jeszcze opublikowane. P. johannis bywa także traktowana jako synonim odmiany P. cembroides var. bicolor Little. John Silba sklasyfikował ją z kolei jako odmianę Pinus culminicola (Silba 1985), wykazując jej bliższe pokrewieństwo do P. culminicola niż P. cembroides, jednak nie ma dowodów na naturalną hybrydyzację między P. johannis a P. culminicola w granicach ich zasięgu.
Traktowanie Pinus johannis jako gatunku uzasadnia się, oprócz różnic morfologicznych, także innym niż u P. cembroides okresem pylenia, co przeciwdziała powstawaniu ich naturalnych mieszańców. Dodatkowo tezę tę wzmacnia odkrycie, że P. johannis jest jedynym prawie dwupiennym gatunkiem sosny - około 99% zbadanych osobników było jednopłciowa.
Pozycja gatunku w obrębie rodzaju Pinus:
- podrodzaj Strobus
  - sekcja Parrya
    - podsekcja Cembroides
      - gatunek P. johannis